# Відзнаки Служби безпеки України
Відомчі заохочувальні відзнаки Служби безпеки України — нагороди Служби безпеки України, встановлені відповідно до Указу Президента України «Про відомчі заохочувальні відзнаки».

## Діюча система відзнак (з 2013 року)
30 травня 2012 року Президентом України було видано Указ, що затвердив нове положення про відомчі заохочувальні відзнаки. Протягом 2012—2013 років була розроблена нова система заохочувальних відзнак Служби безпеки України, що була затверджена наказом Начальника Управління роботи з особовим складом Олександром Коншиним.
За час існування Наказу, станом на серпень 2021, до нього було внесено дві зміни, а саме: № 335 від 25.06.2016 та № 337 від 09.06.2017. В 2016 році змінилися описи нагрудних знаків «Відзнака Служби безпеки України», «За доблесть», «За відвагу» та медалей «Ветеран служби», «20 років сумлінної служби», «15 років сумлінної служби», «10 років сумлінної служби». 2017 року було вирішено в сьомому абзаці Опису медалі «20 років сумлінної служби» від 25 січня 2013 року слово «синя» замінити словом «жовта».
| Відзнака | Назва                                            | Заснована                                            | Примітки |
| -------- | ------------------------------------------------ | ---------------------------------------------------- | --- |
|          | Нагрудний знак «Відзнака Служби безпеки України» | 25 січня 2013                                        | Нагороджуються співробітники-військовослужбовці та працівники Служби безпеки України, які мають понад 10 років військової вислуги, за видатні особисті заслуги перед органами державної безпеки України та бездоганну багаторічну службу (роботу). |
|          | Медаль «Ветеран служби»                          | 25 січня 2013                                        | Нагороджуються співробітники-військовослужбовці Служби безпеки України, які мають не менш як 25 років військової вислуги і досягли високих показників в оперативно-службовій діяльності, є взірцем вірності Військовій присязі та зразково виконують військовий (службовий) обов'язок. |
|          | Медаль «20 років сумлінної служби»               | 25 січня 2013                                        | Нагороджуються співробітники-військовослужбовці Служби безпеки України, які мають не менш як 20 років військової вислуги. |
|          | Медаль «15 років сумлінної служби»               | 25 січня 2013                                        | Нагороджуються співробітники-військовослужбовці Служби безпеки України, які мають не менш як 15 років військової вислуги. |
|          | Медаль «10 років сумлінної служби»               | 25 січня 2013                                        | Нагороджуються співробітники-військовослужбовці Служби безпеки України, які мають не менш як 10 років військової вислуги. |
|          | Нагрудний знак «За доблесть»                     | 25 січня 2013 (у редакції наказу від 25 червня 2016) | Нагороджуються співробітники-військовослужбовці та працівники Служби безпеки України, які мають понад 5 років військової вислуги, за визначний особистий внесок у справу забезпечення державної безпеки України та бездоганну багаторічну службу (роботу). |
|          | Нагрудний знак «За відвагу»                      | 25 січня 2013 (у редакції наказу від 25 червня 2016) | Нагороджуються співробітники-військовослужбовці та працівники Служби безпеки України за особисту відвагу і самовіддані дії, виявлені: - під час захисту державного суверенітету, конституційного ладу, територіальної цілісності, економічного, науково-технічного і оборонного потенціалу України, законних інтересів держави та прав громадян від розвідувально-підривної діяльності іноземних спеціальних служб, посягань з боку окремих організацій, груп та осіб; - при попередженні, виявленні, припиненні та розкритті злочинів проти миру і безпеки людства, тероризму, корупції та організованої злочинної діяльності, інших протиправних дій, які безпосередньо створюють загрозу державним інтересам України; - в інших випадках виявлення особистої відваги і самовідданих дій. |